# Даница Перовић
Даница Дана Перовић (Љубија, код Приједора, 15. октобар 1907 — Београд, 3. новембар 1956) била је лекарка, учесница Народноослободилачке борбе и санитетски пуковник ЈНА.

## Биографија
Рођена је 15. октобра 1907. године у Љубији, код Приједора. Потицала је из многочлане породице — имала је пет сестара и три брата.
Године 1939. је докторирала на Медицинском факултету у Београду. Специјализирала је хирургију и радила на Хируршком одељењу болнице у Бања Луци.
Након окупације Југославије, 1941. године прикључила се Народноослободилачком покрету (НОП). Фебруара 1942. године је отишла у партизане — била је одређена за лекара у Четвртом крајишком партизанском одреду. Руководила је партизанском болницом у селу Јошавки Горњој, код Челинца, где се налазио и Штаб одреда. Почетком марта, један од рањеника у овој болници био је и доктор Младен Стојановић, о коме је лично водила бригу. Почетком априла, у овом одреду је био извршен четнички пуч, након кога су побијени сви рањеници у болници, а Даница заробљена.
Фебруара 1943. године је успела да побегне из заробљеништва, а потом је била референт санитета у Петој крајишкој козарачкој бригади. Касније се налазила на дужностима управника болнице у 11. крајишкој и 53. средњобосанској дивизији. У чланство Комунистичке партије Југославије (КПЈ) примљена је 1943. године.
Након ослобођења, лекарску каријеру је наставила у Југословенској армији (ЈА). Радила је на Војномедицинској академији (ВМА) у Београду, као специјалиста за пластичну хирургију.
Преминула је 3. новембра 1956. у Београду. Сахрањена је у породичној гробници на Новом гробљу.
Носилац је Партизанске споменице 1941. и других југословенских одликовања, међу којима су Орден братства и јединства првог реда и Орден партизанске звезде другог реда.
Од укупно пет сестара Перовић, њих четири биле су учеснице Народноослободилачке борбе и носиоци Партизанске споменице 1941. Две Даницине сестре биле су са високим државним и партијским функционерима ФНРЈ — Лепосава Лепа (1911—2000) је невенчана супруга генерал-пуковника и дипломате Коче Поповића, а Бранислава Брана (1920—2008) удата за доктора и шпанског борца Благоја Нешковића.
У знак сећања на њу, од 2016, једна улица у бањалучком насељу Чесма носи назив — Улица др Данице Перовић.